# 1310-es évek
Évszázadok: 13. század · 14. század · 15. század
Évtizedek: 1260-as évek · 1270-es évek · 1280-as évek · 1290-es évek · 1300-as évek · 1310-es évek · 1320-as évek · 1330-as évek · 1340-es évek · 1350-es évek · 1360-as évek
Évek: 1310 · 1311 · 1312 · 1313 · 1314 · 1315 · 1316 · 1317 · 1318 · 1319

## Események és irányzatok
- Folytatódik a templomos rend felszámolása.
- Károly Róbert több évig tartó harc árán megszilárdítja hatalmát Magyarországon a kiskirályok ellen.
- A Velencei Köztársaságban megalapították a Tízek Tanácsát.

## Meghatározó személyek

### Politika
- I. Károly magyar király (Magyar Királyság) (1308–1342† )
- II. Eduárd angol király
- XXII. János pápa

### Művészetek
- Dante Alighieri, olasz költő
- Giotto di Bondone, olasz festő

## A világ vezetői
Magyarország
- I. Károly magyar király

Anglia
- II. Eduárd angol király